# Comitatul Fayette, Alabama
Comitatul Fayette, conform originalului din limba engleză, Fayette County, este unul din cele 67 de comitate ale statului american Alabama. Conform recensământului Statelor Unite Census 2000, efectuat de United States Census Bureau, populația totală era de 18.495 de locuitori. Reședința comitatului este orașul omonim, Fayette, GR6.
Comitatul a fost creat în ziua de 20 decembrie 1824, în onoarea marchizului Lafayette, cu ocazia vizitei sale istorice în 24 de state ale Statelor Unite ale Americii.

## Demografie
|  | Graficele sunt indisponibile din cauza unor probleme tehnice. Mai multe informații se găsesc la Phabricator și la wiki-ul MediaWiki. |

Date: Wikidata - grafică realizată de Wikipedia